# Endlicheria jefensis
Endlicheria jefensis là loài thực vật có hoa trong họ Nguyệt quế. Loài này được van der Werff ex Chanderb. mô tả khoa học đầu tiên năm 2004.